# 科瓦莱达
科瓦莱达，是西班牙卡斯蒂利亚-莱昂索里亚省的一个市镇。总面积104平方公里，总人口2002人（2001年），人口密度19人/平方公里。